# Guapira myrtiflora
Guapira myrtiflora är en underblomsväxtart som först beskrevs av Paul Carpenter Standley, och fick sitt nu gällande namn av Elbert Luther Little. Guapira myrtiflora ingår i släktet Guapira och familjen underblomsväxter. Inga underarter finns listade i Catalogue of Life.